# Aquarelle (film)

Aquarelle est un court métrage documentaire français écrit, produit et réalisé en 1965 par Dominique Delouche, sorti en 1966.

## Synopsis
Documentaire sur la championne de natation Christine Caron alors âgée de dix-sept ans, filmée lors de son entraînement intensif quotidien à la Piscine des Tourelles (aujourd'hui Piscine Olympique G. Vallerey). On la voit aussi s'y confronter à la nageuse américaine Cathy Ferguson. C'est Kiki Caron, comme on la surnomme affectueusement, qui avec fraîcheur et non sans espièglerie assure le commentaire.

## Fiche technique
- Titre : Aquarelle
- Scénariste, producteur et réalisateur : Dominique Delouche
- Assistants réalisateurs : François Porcile, Alain Jomy
- Société de production : Les Films du Prieuré
- Image : Jean Penzer
- Cameraman : Gilbert Duhalde
- Assistant opérateur : Pierre Goupil
- Musique : Pierre Arvay
- Illustration sonore : James Madelon
- Montage : Francis Bouchet, assisté d'Anne Mirman
- Tournage : en 1965 à Paris (à la piscine des Tourelles, 148 avenue Gambetta, 75020 Paris)
- Langue : français
- Visa d'exploitation en France N° 30923 délivré le 31 décembre 1965
- Pays :  France
- Genre : Documentaire
- Format : Couleurs - Négatif et Positif : 35 mm - Son : Mono
- Durée : 9 minutes 32 secondes
- Dates de sortie : 1966 / 14 novembre 2017 (Forum des Images, Paris)

## Distribution
- Christine Caron : elle-même
- Cathy Ferguson : elle-même
- Suzanne Berlioux : elle-même, entraîneuse de Christine Caron (non créditée)

## Distinctions
- Sélectionné pour les Journées internationales du film de court métrage de Tours 1966
- Grand Prix du Festival de Cortina d'Ampezzo